# Trichomalopsis closterae
Trichomalopsis closterae är en stekelart som beskrevs av Kamijo 1983. Trichomalopsis closterae ingår i släktet Trichomalopsis och familjen puppglanssteklar. Inga underarter finns listade i Catalogue of Life.